# Día de la Conciencia Negra
El Día Nacional de la Conciencia Negra es celebrado, en Brasil, el 20 de noviembre. Fue creado en 2003 e instituido en el ámbito nacional mediante la ley n.º 12.519, el 10 de noviembre de 2011, siendo considerado festivo en cerca de mil ciudades en todo el país y en los estados de Alagoas, Amazonas, Amapá, Mato Grosso y Río de Janeiro por completo a través de decretos estaduales. En estados que no adhirieron la ley, la responsabilidad es del alcalde, que decide se será festivo en su municipio. La ocasión es dedicada a la reflexión sobre la inserción del negro en la sociedad brasileña.
La fecha fue escogida por coincidir con el día de la muerte de "Zumbi de los Palmares", en 1695. Siendo así, el Día de la Conciencia Negra busca remitir a la resistencia del negro contra la esclavitud de forma general, desde el primer transporte de africanos a suelo brasileño (1549). 
Algunas entidades como el Movimiento Negro (el mayor del género en el país) organizan charlas y eventos educativos, dirigido principalmente a infantes negros. La institución busca evitar el desarrollo del autoprejuicio, o sea, de la inferiorización ante la sociedad.

## Galería de imágenes

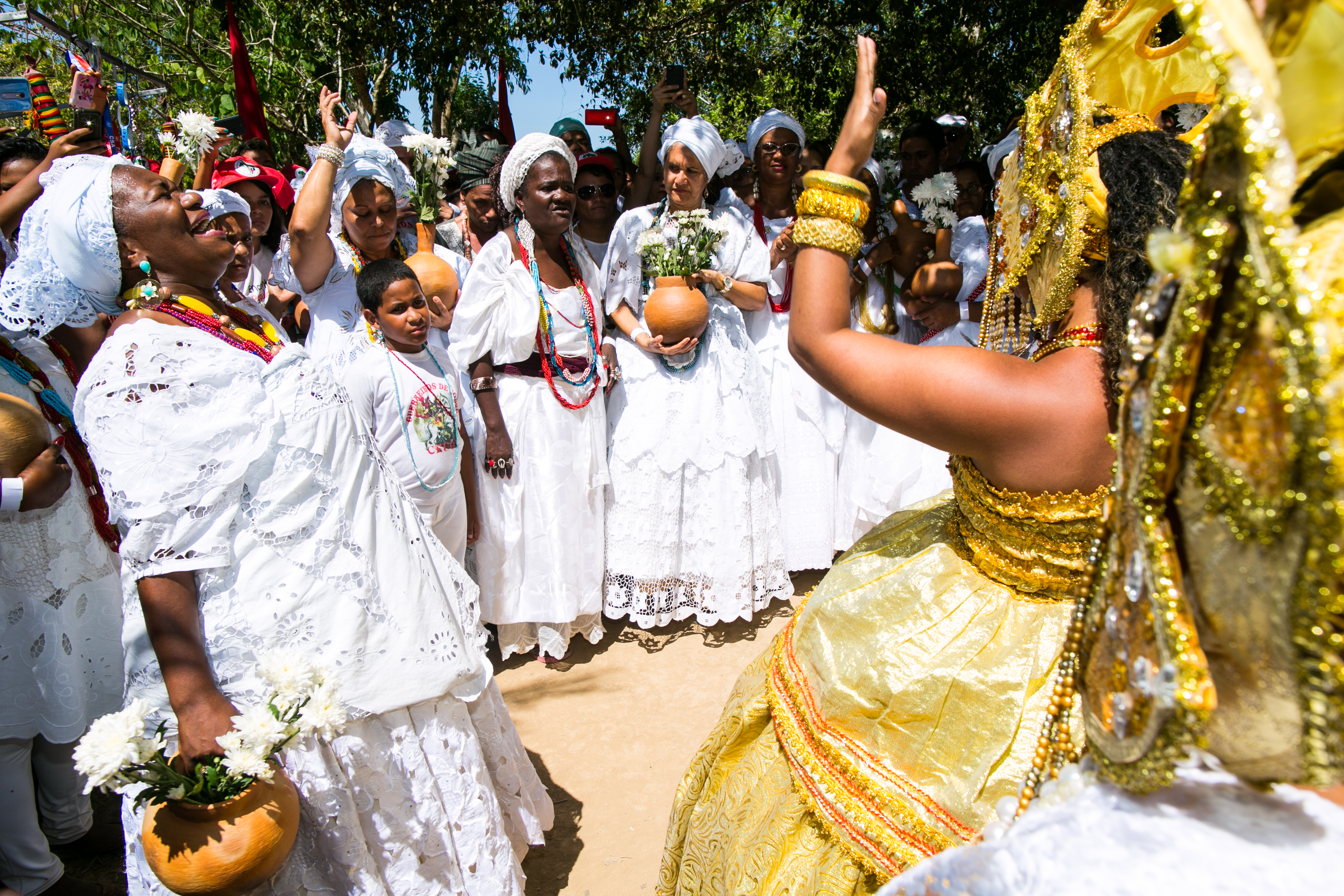
Commemoración del Día de la Conciencia Negra en el Quilombo dos Palmares, 1.
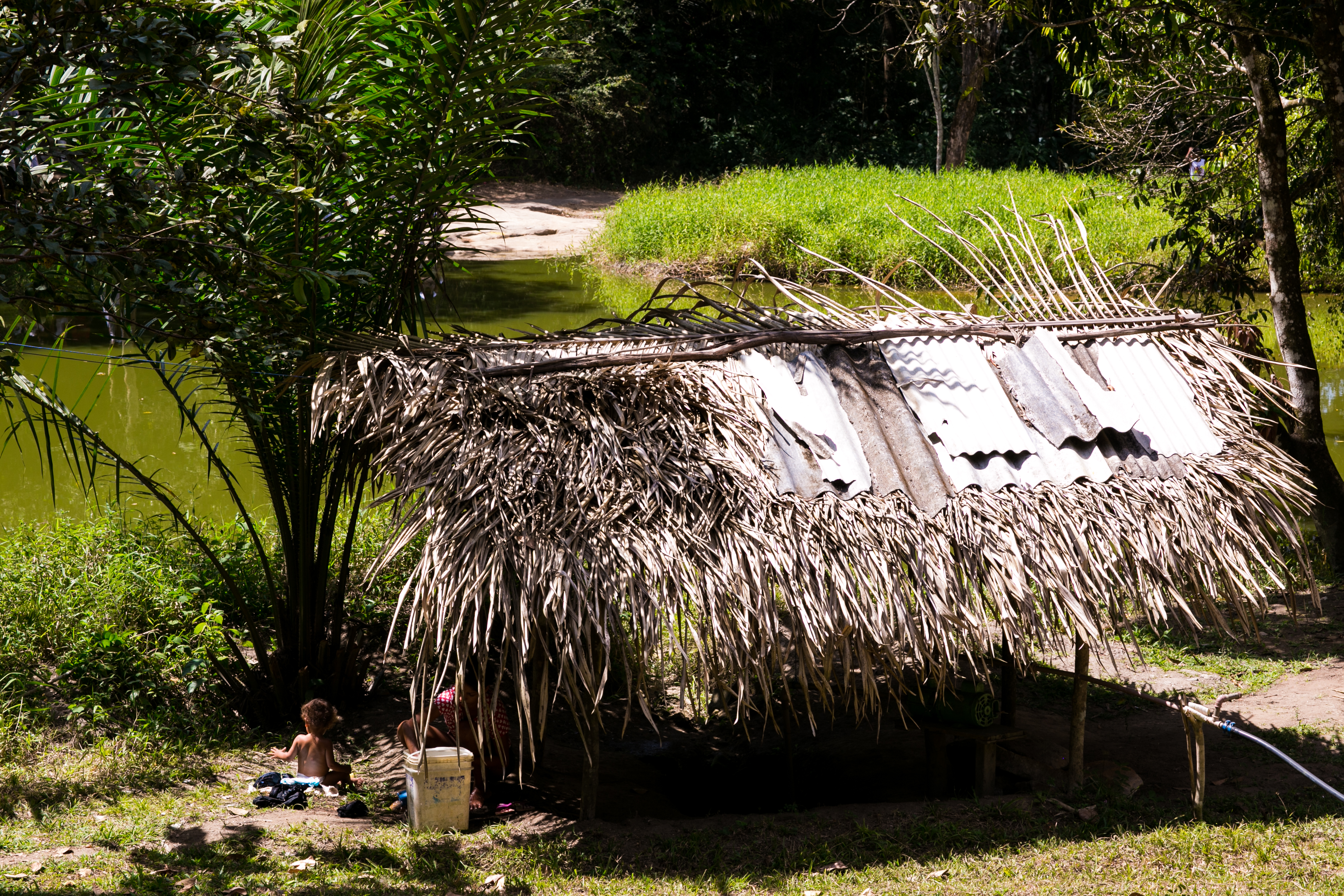
Commemoración del Día de la Conciencia Negra en el Quilombo dos Palmares, 2.